# Friedrich von Wallenberg-Pachaly
 Friedrich Gideon Gotthardt von Wallenberg-Pachaly, eigentlich Friedrich (Fritz) von Wallenberg Pachaly, (* 18. August 1878 in Breslau; † 25. September 1965) war ein deutscher Bankier.

## Leben

### Familie
Fritz von Wallenberg-Pachaly war Sohn des Bankiers Gotthardt von Wallenberg Pachaly († 1924) und der Minna Gelpcke († 1920), Tochter der Mathilde Winckler und des Geheimen Kommerzienrates Friedrich Gelpke. Friedrich von Wallenberg Pachaly war verheiratet mit Geva zu Innhausen und Knyphausen, jüngste Tochter des Präsidenten des Preußischen Herrenhauses Edzard zu Innhausen und Knyphausen und der Luise Freiin von Krassow a. d. gräfl. Haus Pansevitz (Rügen). Geva und Friedrich hatten drei Söhne und eine Tochter. Ihre Tochter Oda war mit dem späteren General Walther von Hünersdorff verheiratet. Der Sohn Edzard von Wallenberg Pachaly († 1973) wurde Jurist und Diplomat.
Seine Schwager waren Dodo Fürst zu Innhausen und Knyphausen, Mitglied des Preußischen Herrenhauses, der Landrat Dodo Freiherr zu Innhausen und Knyphausen, der Rittergutsbesitzer und Landrat Maximilian von Asseburg-Neindorf sowie der SS-General Ewald von Massow.

### Werdegang
Nach dem Besuch des Gymnasiums in Breslau und von 1891 bis 1898 der Ritterakademie Brandenburg studierte Fritz von Wallenberg-Pachaly drei Semester an der Rheinischen Friedrich-Wilhelms-Universität Bonn Rechtswissenschaften. 1898 wurde er Mitglied des Corps Borussia Bonn. Seinen Militärdienst leistete er als Leutnant im Husaren-Regiment „König Wilhelm I.“ (1. Rheinisches) Nr. 7. Nach dem Studium wurde er zunächst Kaufmann und besuchte die Handelshochschule Köln, dann Bankier und Teilhaber des Bankhauses Wallenberg, Pachaly und Comp. mit Sitz in Breslau (siehe: Wallenberg-Pachaly-Palais). Im Ersten Weltkrieg war er von 1914 bis 1918/1919, u. a. Ordonnanzoffizier und zuletzt Kommandant des Hauptquartiers A.O.K. VIII.
Sein letzter ermittelbarer Dienstrang war Ende der 1920er Jahre kgl. preuß. Major a. D. im Leib-Kürassier-Regiment „Großer Kurfürst“ (Schlesisches) Nr. 1 in Breslau.
Die Privatbank wurde 1931 eines der prominentesten Opfer des Zusammenbruchs der Frankfurter Allgemeine Versicherungs AG (FAVAG) im Bankenbereich. Der FAVAG-Skandal um deren Generaldirektor Paul Dumcke gilt heute als einer der Auslöser der Weltwirtschaftskrise.
Von Wallenberg-Pachaly war wie schon sein Vater schwedischer Konsul, er in Breslau. Er war Besitzer der Rittergüter Siebischau und Oberhof bei Schmolz, Landkreis Breslau.
Nach dem Zweiten Weltkrieg lebte er mit seiner Familie in der Villa Knyphausen auf Norderney. Wallenberg Pachaly hatte Enkelkinder.